# Bathysolea lactea
Bathysolea lactea är en fiskart som beskrevs av Roule, 1916. Bathysolea lactea ingår i släktet Bathysolea och familjen tungefiskar. Inga underarter finns listade.